# Amphiura ceramis
Amphiura ceramis är en ormstjärneart som beskrevs av Hubert Lyman Clark 1939. Amphiura ceramis ingår i släktet Amphiura och familjen trådormstjärnor. Inga underarter finns listade i Catalogue of Life.